# Pere Figueras i Vigara
Pere Figueras i Vigara (Terrassa, 1963) és un historiador, publicista i escriptor català conegut per les seves obres sobre la història gràfica. Va obtenir la llicenciatura en Història de l'Art per la Universitat Autònoma de Barcelona (UAB) i ha treballat com a documentalista i membre del patronat de l'Arxiu Tobella de fotografia. És autor de diverses obres sobre història gràfica.

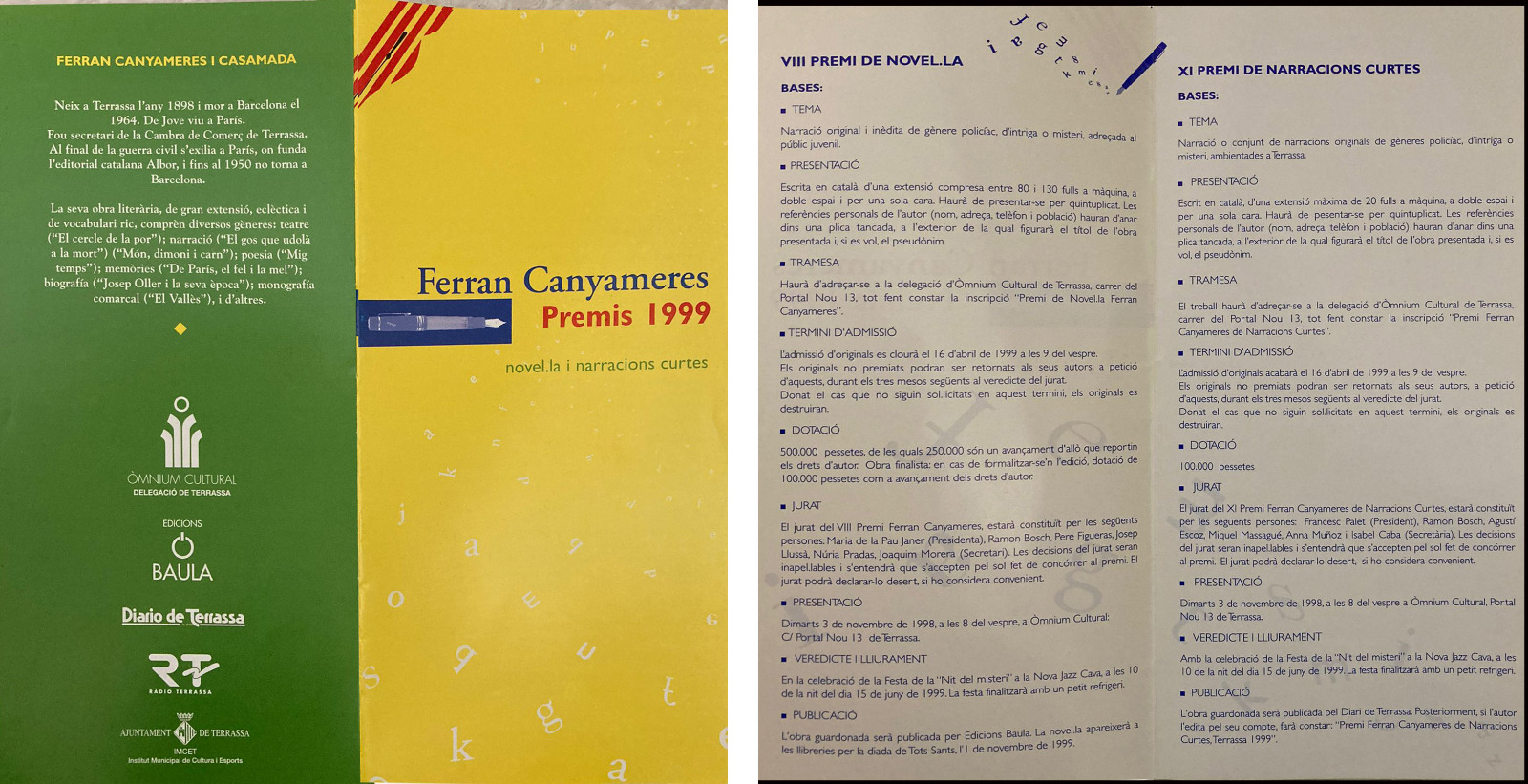
Pere Figueras, membre del jurat del Premi Ferran Canyameres

Figueras és membre fundador del Centre d'Estudis Històrics de Terrassa i de la revista Terme. També fou membre del jurat del Premi Ferran Canyameres de novel·la.
Ha treballat com a periodista per a La Vanguardia i altres mitjans. Com a publicista, ha estat director de producció comercial d'UPN i de Radio Club 25, director d'art i director creatiu a diferents agències (2005 - 2019).
Figueras és també un escriptor de novel·la negra i va ser guardonat amb el Premi Agustí Vehí / Vil·la de Tiana el 2021 pel seu original Fets Caldo, que va ser publicat el 2022 com a part de la col·lecció Crims.Cat de l'Editorial Alrevés.
L'estil narratiu de Figueras es caracteritza com a novel·la negra amb una forta càrrega satírica que s'enfoca a la destrucció dels mites de la societat i la cultura actuals.

## Obra publicada
Història gràfica
- 1935-1985. 50 anys d'història gràfica de Terrassa. (Arxiu Tobella, 1985) · ISBN 8439854773
- Terrassa 1901-1919. (Arxiu Tobella, 1990) · ISBN 8440458290
- Terrassa L'hoquei. 80 anys d'història. (Ajuntament de Terrassa, 1992) · Dipòsit Legal B 30886-92
- Terrassa Gràfica. (Premsa de Terrassa / Caixa de Terrassa, 1995)

Ficció
- Fets Caldo. (Editorial Alrevés. Col·lecció Crims.cat. Barcelona, 2022)
- El dia dels ximples. (Editorial Clandestina. Col·lecció Crims.cat, 87. Barcelona, 2024)